# Gabriele Gysi

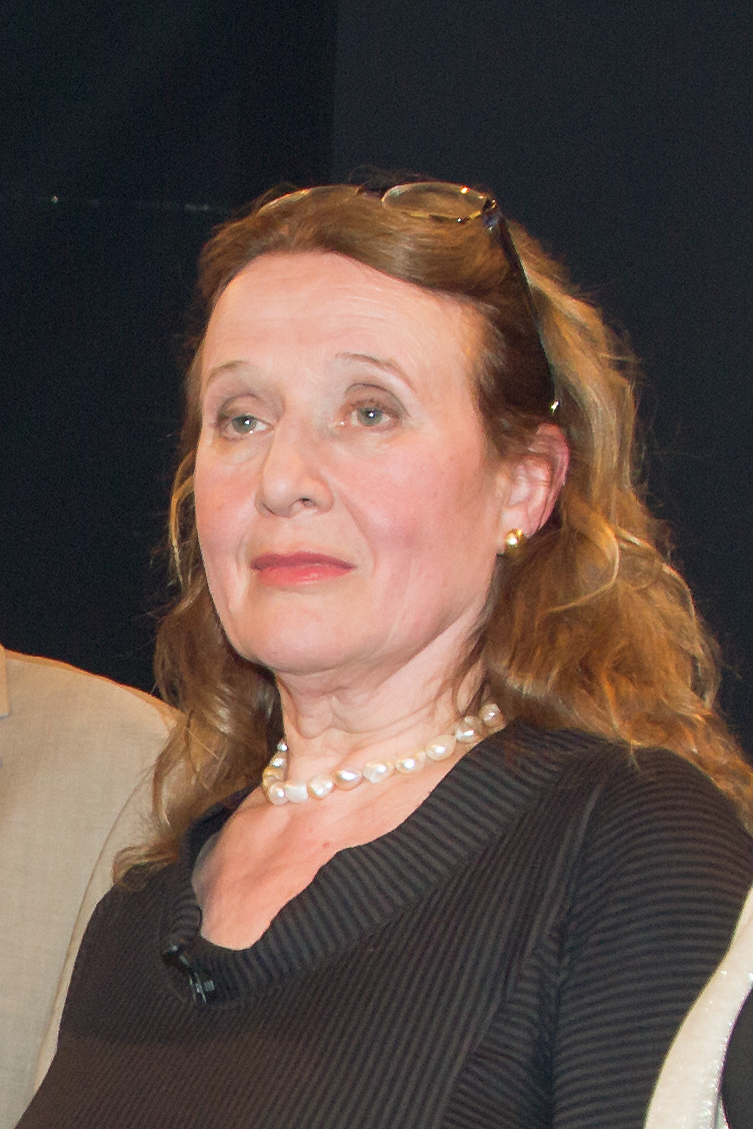
Gabriele Gysi (2015)

Gabriele Gysi (* 13. Juli 1946 in Berlin) ist eine deutsche Schauspielerin und Regisseurin.

## Leben
Gabriele Gysi wurde in Berlin als Tochter der SED-Politiker Irene und Klaus Gysi geboren und ist die ältere Schwester des Politikers und Rechtsanwalts Gregor Gysi. Väterlicherseits stammt sie aus einer Berliner Familie, deren Stammvater, der Seidenfärber Samuel Gysin (* 1681), im frühen 18. Jahrhundert aus Läufelfingen (Schweiz) eingewandert war. Gabriele Gysi hat auch jüdische Vorfahren, so einen jüdischen Urgroßvater mütterlicherseits und eine jüdische Großmutter väterlicherseits.
Sie besuchte die Staatliche Schauspielschule Berlin und war an der Volksbühne Berlin, aber auch an anderen Theatern (z. B. dem Theater in Anklam) beschäftigt. Am Theater Karl-Marx-Stadt, am Volkstheater Rostock und an der Compagnie de Comédie Rostock führte sie Regie. Von 1973 bis 1981 wirkte sie außerdem in einigen Hörspielen des DDR-Rundfunks als Sprecherin mit.
1984 verließ sie die DDR. Von 2007 bis 2008 war sie Chefdramaturgin der Volksbühne Berlin.
Gabriele Gysi lebt in Berlin-Johannisthal.

## Filmographie (als Darstellerin)
- 1974: Jakob der Lügner
- 1983: Die Schüsse der Arche Noah
- 1983: Langer Abschied (Fernsehfilm)
- 1985: Besuch bei van Gogh
- 1992: Herzsprung
- 2002: Der gemeine Liguster
- 2013: Longs Laden (Diplomfilm von Andreas Scheffer an der HFF)
- 2013: Art Girls

## Theater
Regisseurin
- 1999: „Rosenkriege 1–8“ (von William Shakespeare): „2. Heinrich IV., 1 – Die Lohnarbeiter“ an der Volksbühne Berlin im Prater („New Globe“), Berlin
- 2011: „Das Fieber“ (von Wallace Shawn) am Euro Theater Central Bonn

Schauspielerin
- 1969: Aischylos: Sieben gegen Theben – Regie: Manfred Karge/Matthias Langhoff (Berliner Ensemble)
- 1971: Heiner Müller: Weiberkomödie (Vera) – Regie: Fritz Marquardt (Volksbühne Berlin)
- 1974: Christoph Hein: Schlötel oder Was solls – Regie: Manfred Karge/Matthias Langhoff (Volksbühne Berlin)
- 1980: Euripides: Die Frauen von Troja (Kassandra) – Regie: Berndt Renne (Volksbühne Berlin – Theater im III. Stock)
- 1981: Carl Sternheim: Die Schule von Uznach (Reformtanzvorkämpferin) – Regie: Gertrud-Elisabeth Zillmer (Volksbühne Berlin – Sternfoyer)
- 1984: Paul Gratzik: Die Axt im Haus (Sekretärin Zachwitz) – Regie: Harald Warmbrunn (Volksbühne Berlin – Theater im III. Stock)

## Hörspiele
- 1973: Alfred Matusche: Van Gogh (Jacky) – Regie: Peter Groeger (Biographie – Rundfunk der DDR)
- 1974: Augusto Boal: Torquemada – Regie: Peter Groeger (Hörspiel – Rundfunk der DDR)
- 1974: Giorgio Bandini: Der verschollene Krieger (Mädchen) – Regie: Peter Groeger (Hörspiel – Rundfunk der DDR)
- 1975: Jiří Kafka: Vom Wasser, das zu singen aufhörte (Schlange) – Regie: Albrecht Surkau (Kinderhörspiel – Litera)
- 1980: Alfred Matusche: An beiden Ufern (Bertl) – Regie: Peter Groeger (Hörspiel – Rundfunk der DDR)
- 1981: Werner Buhss: Hotte, einfach Hotte (Irina) – Regie: Horst Liepach (Hörspiel – Rundfunk der DDR)
- 1982: Gisela Richter-Rostalski: Markos Geldschein – Regie: Norbert Speer (Kinderhörspiel – Rundfunk der DDR)

## Schriften
- als Herausgeberin: Der Fall Ulrike Guérot. Versuche einer öffentlichen Hinrichtung. Westend Verlag, Frankfurt a. M. 2024, ISBN 978-3-864894503.
- mit Gregor Gysi: Unser Vater. Ein Gespräch. Aufbau, Berlin 2020, ISBN 978-3-351-03842-7.